# Universidad Estatal Económica de Azerbaiyán
La Universidad Estatal de Economía de Azerbaiyán, en inglés: Azerbaijan State University of Economics (ASUE), en azerí: Azərbaycan Dövlət İqtisad Universiteti (ADIU), es una universidad pública situada en Bakú, Azerbaiyán. Fue fundada en 1930 y es una de las mayores instituciones educativas de Transcaucasia. Tiene catorce facultades, donde unos dieciséis mil estudiantes reciben educación, y ofrece programas de máster en 57 especialidades, empleando a más de mil profesores, incluidos 62 catedráticos y 344 docentes, entre los cuales hay miembros activos de la Academia Nacional de Ciencias de Azerbaiyán, de la Academia de Ciencias de Nueva York, ganadores de premios estatales y profesores y científicos de prestigio internacional. La Universidad Estatal de Economía de Azerbaiyán es un miembro de pleno derecho de la Asociación de Universidades Europeas, de la Federación de Universidades del Mundo Islámico, del Consejo de Universidades de la Organización de Cooperación Económica del Mar Negro y de la Asociación Euroasiática de Universidades. Hay 650 estudiantes internacionales de grado y posgrado de diez países diferentes estudiando en la universidad.
En 2007 se inauguraron en la Universidad Estatal de Economía de Azerbaiyán una biblioteca, un centro de información, un centro de orientación al empleo y un nuevo edificio educativo de siete plantas que satisface los estándares internacionales más altos. Ese mismo año, la Universidad Estatal de Economía de Azerbaiyán recibió el premio European Quality del Club Europeo de Rectores y la Asociación de Universidades Europeas.
El objetivo estratégico de la Universidad Estatal de Economía de Azerbaiyán era llevar el proceso educativo a los estándares internacionales en 2010, terminando el proceso internacional de acreditación y asegurando el cumplimiento total con el proceso de Bolonia, así como conseguir una participación más activa en el mercado internacional de educación superior. Actualmente, la universidad es dirigida por el rector Adalat Muradov y por cinco vicerrectores.

## Historia
Originalmente parte de la Universidad Estatal de Bakú, la Universidad Estatal de Economía de Azerbaiyán se convirtió en una institución independiente en 1934. Con el paso de los años su nombre ha cambiado varias veces y se ha fusionado y separado de la Universidad Estatal de Bakú en varias ocasiones. Tras su creación en 1930, la escuela se llamó originalmente Instituto Cooperativo de Comercio. En 1933, el gobierno de la República Socialista Soviética de Azerbaiyán cambió su nombre por el de «Universidad Socio-Económica de Azerbaiyán Karl Marx» (de manera similar a la Universidad Médica de Azerbaiyán Nariman Narimanov), e introdujo nuevos planes de estudio en contabilidad, derecho y finanzas. En 1936 su nombre fue modificado por el de «Instituto Socio-Económico de Azerbaiyán Karl Marx».
Tras el estallido de la Segunda Guerra Mundial, la Universidad Estatal de Economía de Azerbaiyán se transformó en el departamento de economía de la Universidad Estatal de Bakú. En 1944 la escuela se separó de nuevo, esta vez como Instituto Nacional de Economía de Azerbaiyán, y mantuvo este nombre hasta marzo de 1959, cuando la guerra hizo que se fusionara de nuevo con la Universidad Estatal de Bakú. En 1966 la escuela se separó de nuevo, y ha sido independiente desde entonces, inicialmente como Instituto Nacional de Economía de Azerbaiyán Dadash Bunyadzade. En 1987 su nombre se cambió por el de Instituto de Finanzas y Economía, y en 2000 una ley del gobierno de Azerbaiyán le otorgó finalmente su nombre actual.

### Sucursal de Derbent
La sucursal de la Universidad Estatal de Economía de Azerbaiyán en la ciudad de Derbent de la República de Daguestán de la Federación Rusa fue fundada en 1993 por Heydar Aliyev. Sin embargo, la inauguración oficial de esta sucursal no se celebró hasta noviembre de 2016. Tiene treinta y dos aulas, con una capacidad total para mil estudiantes. Actualmente, se pueden estudiar cuatro disciplinas: economía mundial; finanzas y crédito; contabilidad, análisis y auditoría; y economía general. Junto a esto, los estudiantes de esta sucursal también disfrutan de todos los privilegios y relaciones internacionales de la universidad, por lo que pueden recibir diplomas dobles y participar en programas de intercambios.

### Sucursal de Zaqatala
La Universidad Estatal de Economía de Azerbaiyán también tiene una sucursal en una de las ciudades del noroeste de Azerbaiyán, Zaqatala. La creación de esta sucursal fue establecida en el decreto del presidente de la República de Azerbaiyán del 29 de abril de 2016, y su inauguración oficial tuvo lugar el 15 de septiembre de 2016. Las enseñanzas se desarrollan en cuatro disciplinas principales: administración y dirección de empresas, finanzas, contabilidad y economía general.

## Cooperación internacional
La Universidad Estatal de Economía de Azerbaiyán coopera con la Universidad de Siegen de Alemania en la organización de escuelas de verano e invierno. En 2016, se realizó una escuela de invierno en la Universidad de Siegen en la que participaron profesores y estudiantes de ambas universidades. En 2016 empezó un proyecto conjunto titulado «La educación de emprendedores como factor principal para la creación de empleo en Azerbaiyán», que está previsto que se complete en 2019.
La Universidad Estatal de Economía de Azerbaiyán fue declarada ganadora de la sexta convocatoria de un proyecto llamado «desarrollo y mejora de la gestión universitaria en el campo de las relaciones internacionales» dentro del programa TEMPUS IV. Como premio, la universidad recibió una subvención de la Comisión Europea para la implementación del proyecto. En 2017 se realizó este proyecto, cuyo objetivo era la formación de relaciones internacionales basadas en la atracción de estudiantes y profesores en el entorno educativo internacional. A la ceremonia de clausura asistieron personalidades como el rector de la universidad, Adalat Muradov; el director de la oficina nacional del programa Erasmus en Azerbaiyán, Parviz Bagirov; un representante del Ministerio de Educación de Azerbaiyán, Yashar Omarov; el fellow de la Universidad de Warwick James Kennedy; y el vicerrector de relaciones y programas internacionales de la universidad, Shahin Bayramov, así como representantes de los ministerios de educación de Ucrania, Kirguistán y Tayikistán.
En 2015, por primera vez en Azerbaiyán, la Universidad Estatal de Economía de Azerbaiyán se unió al programa internacional de la London School of Economics. En el marco de este programa, los estudiantes de la Universidad Estatal de Economía de Azerbaiyán reciben educación de acuerdo con el plan de estudios de esta universidad y con el de la London School of Economics. Se proporciona a los estudiantes todos los materiales y beneficios necesarios, y tras la finalización del programa reciben dos diplomas.
Además de la London School of Economics, a partir de 2016, los estudiantes pueden recibir un segundo diploma de la Universidad de Montpellier. Esto se puede hacer de dos maneras: los estudiantes pueden ir a Montpellier el tercer año para continuar sus estudios durante un año allí, o pueden continuar sus estudios en Azerbaiyán, pero según el plan de estudios de Montpellier. En ambos casos, los estudiantes reciben acreditación y un segundo diploma de la Universidad de Montpellier.

## Premios y reconocimientos
2006: La Universidad Estatal de Economía de Azerbaiyán recibió el premio Golden Fortune, concedido por la Academia Internacional de Tecnologías de Calificación y Sociología. La universidad participó bajo la nominación «calificación/valoración de popularidad». El premio fue concedido por la creación de un nuevo modelo de educación económica en el territorio de la Comunidad de Estados Independientes. Antes, la universidad había recibido el premio Silver Fortune en 2002.
2006: La Universidad Estatal de Economía de Azerbaiyán fue nominada para el premio nacional Uğur. El premio fue concedido debido a la contribución de la universidad al desarrollo y avance de la ciencia en Azerbaiyán, así como al desarrollo de profesionales nacionales.
2007: La universidad recibió el premio «universidad del año», que fue concedido a nivel nacional.
2007: La Universidad Estatal de Economía de Azerbaiyán recibió el premio Intellect 2007 por la creación del proyecto de la biblioteca y el centro de información.
2008: En la conferencia celebrada en Ankara, la Universidad Estatal de Economía de Azerbaiyán recibió un premio por su contribución al desarrollo del mundo y la cultura túrquica.
2009: La Academia Internacional de Profesionales, que fue fundada en Kiev en 1996, concedió la «medalla de oro» a la Universidad Estatal de Economía de Azerbaiyán por sus méritos en el ámbito científico y en la formación de personal.
2009: La universidad recibió el premio «Hijo de la Patria» y la medalla Dada Gorgud debido a su contribución al desarrollo de Azerbaiyán, tanto desde el punto de vista económico como social. El premio fue concedido por el Consejo Supremo de la Fundación Dada Gorgud.
2010: En el marco del programa internacional Millennium Award, la Universidad Estatal de Economía de Azerbaiyán recibió tres premios: un diploma, una copa y una orden debido a que la universidad había usado tecnologías educativas modernas e introducido innovaciones en el sistema educativo.
2015: La universidad recibió un certificado por su presentación en la 9.ª Exposición Internacional de Educación y Empleo de Azerbaiyán. Fue la única universidad que recibió este certificado en la exposición, a la que asistieron más de ciento treinta instituciones de educación superior de dieciséis países diferentes.
2015: La escuela de negocios de la Universidad Estatal de Economía de Azerbaiyán fue reconocida como miembro de pleno derecho de la Asociación de Escuelas de Negocios de la European Foundation for Management Development por primera vez en Azerbaiyán.
2016: La Universidad Estatal de Economía de Azerbaiyán mantuvo su liderazgo entre las universidades de Azerbaiyán de acuerdo con la clasificación de las instituciones de educación superior del mundo elaborada por The Ranking Web y Webometrics.
2016: Según los últimos resultados de 2016, presentados por uniRank, que determinan la popularidad de las universidades de todo el mundo en internet, la Universidad Estatal de Economía de Azerbaiyán era la primera entre las universidades de Azerbaiyán.

## Doctoreshonoris causa[24]
- Heydar Aliyev, presidente de Azerbaiyán.
- Suzanne Mubarak, antigua primera dama de Egipto.
- Ismail Serageldin, director de la Bibliotheca Alexandrina.
- Konstantinos Stephanopoulos, antiguo presidente de Grecia.
- Joseph Stiglitz, ganador del premio Nobel de Economía.
- Erik Stark M, ganador del premio Nobel de Economía y profesor en la Universidad de Harvard.
- Finn Erlinq Kidland, ganador del premio Nobel de Economía y profesor en la Universidad Carnegie Mellon.
- Christopher A. Pissarides, ganador del premio Nobel de Economía y jefe de cátedra y director de programa en la London School of Economics.
- Robert Mandell, ganador del premio Nobel de Economía y profesor en la Universidad de Columbia.
- Roger Myerson, ganador del premio Nobel de Economía y profesor en la Universidad de Arizona.
- Kenneth Arrow, ganador del premio Nobel de Economía y profesor en la Universidad de Harvard.

## Graduados notables
- Ismat Abbasov, vice primer ministro de Azerbaiyán.
- Avaz Alakbarov, antiguo ministro de finanzas de Azerbaiyán.
- Fizuli Alakbarov, antiguo ministro de trabajo y protección social de Azerbaiyán.
- Azer Amiraslanov, director del Departamento de Política Agraria de la Administración Presidencial de Azerbaiyán.
- Heydar Asadov, ministro de agricultura de Azerbaiyán.
- Rufat Aslanli, presidente del Comité de Estado de Valores de Azerbaiyán.
- Nazim Ibrahimov, presidente del Comité de Estado de Trabajo con la Diáspora de Azerbaiyán.
- Telman Ismailov, empresario.
- Karam Hasanov, presidente del Comité de Asuntos de Propiedad Estatal de Azerbaiyán.
- Mikayil Jabbarov, ministro de educación de Azerbaiyán.
- Eldar Mahmudov, antiguo ministro de seguridad nacional de Azerbaiyán.
- Fazil Mammadov, ministro de impuestos de Azerbaiyán.
- Ali Masimov, antiguo primer ministro en funciones de Azerbaiyán.
- Salim Muslumov, antiguo ministro de trabajo y protección social de Azerbaiyán.
- Shahin Mustafayev, ministro de economía e industria de Azerbaiyán.
- Elman Rustamov, presidente del Consejo de Administración del Banco Central de Azerbaiyán.
- Aris Hüseynov, economista y contable del grupo de empresas BCC.